# Ambystoma paskowana
Ambystoma paskowana (Ambystoma opacum) – gatunek płaza ogoniastego z rodziny ambystomowatych (Ambystomatidae), rozpowszechniony na południowym wschodzie i wschodzie Stanów Zjednoczonych.

## Wygląd zewnętrzny
Dorasta do 12 cm. Ogon charakterystyczny, gruby, wałkowaty. Grzbiet czarny, ozdobiony srebrzystobłękitnymi, poprzecznie wydłużonymi i nieregularnymi plamami, połączonymi ze sobą na bokach tułowia i ogona. Ogon pokryty jest na przemian szerokimi ciemnymi i wąskimi jasnymi plamami.

## Tryb życia
Zamieszkuje rozmaite środowiska lądowe, zarówno na nizinnych podmokłych terenach, jak i w miejscach suchych, pagórkowatych. Najczęstsza na zalesionych stokach w pobliżu rzek i stawów. Jako dzienne kryjówki wykorzystuje głównie różne ziemne zakamarki, czasem nisko położone dziuple w drzewach. Aktywna tylko nocą.

## Pokarm
Zjada głównie dżdżownice i stonogi, rzadziej owady i ślimaki.

## Rozród
W odróżnieniu od innych ambystom gody odbywa jesienią (wrzesień–październik) oraz składa jaja wyłącznie na lądzie. Samiec w tym okresie ma bardzo jaskrawe ubarwienie. Występuje zapłodnienie wewnętrzne za pomocą spermatoforów. Jaja są składane na terenach lesistych, w płytkich wilgotnych jamkach w ziemi lub ściółce. Skrzek ma postać kilku oddzielnych gródek zawierających od 50 do 200 jaj o średnicy 4,2–5 mm. Samica opiekuje się nimi do momentu, gdy jamka nie wypełni się wodą opadową, wtedy zarodki zaczynają się szybko rozwijać i wkrótce wykluwają się larwy o długości 19–25 mm. Mają one dobrze wykształcone skrzela zewnętrzne. Przeobrażają się wczesną wiosną przy długości 6,5–7,5 cm, dojrzewają płciowo zaś po 15–17 miesiącach. W przypadku niewypełnienia się jamki wodą samica opiekuje się jajami aż do wiosennych opadów, chroniąc je przed wyschnięciem wydzieliną własnej skóry. W tej sytuacji larwy przeobrażają się w czerwcu.

## Występowanie
Występuje na obszarze od południowych terenów Nowej Anglii do północnej Florydy, na zachodzie aż do Illinois i Teksasu.